# 南詹姆斯波特 (紐約州)
南詹姆斯波特（英語：South Jamesport）是位於美國紐約州薩福克縣的非建制地區。

## 歷史
南詹姆斯波特的郵局自1893年營運至今。

## 地理
南詹姆斯波特所處的海拔為高於海平面1米（即3英呎），而該地所採用的時區為UTC-5，即北美东部时区（EST）。同時該地設有夏令時間，為UTC-5調快一小時，即UTC-4（EDT）。